# Przyłom
Przyłom – wieś sołecka w Polsce położona w województwie mazowieckim, w powiecie grójeckim, w gminie Chynów.
W latach 1975–1998 miejscowość administracyjnie należała do województwa radomskiego.